# مايكا ريفيرا
مايكا ريفيرا هي عارضة فلبينية، ولدت في 27 أكتوبر 1995 في انجلس في الفلبين.

## وصلات خارجية
- مايكا ريفيرا على موقع رابطة محترفات التنس (الإنجليزية)
- مايكا ريفيرا على موقع الاتحاد الدولي لكرة المضرب (الإنجليزية)
- مايكا ريفيرا على موقع كأس بيلي جين كينغ (الإنجليزية)
- مايكا ريفيرا على موقع خلاصة التنس.كوم (الإنجليزية)